# Рівняння Піппарда
Рівняння Піппарда встановлює нелокальний зв'язок між електричним струмом і векторним потенціалом в чистих надпровідниках. Вперше воно було отримано в 1953 році А. Б. Піппардом . Застосовується поряд з рівняннями Лондонів для опису електродинаміки надпровідників.

## Формулювання
Густина струму в точці задається інтегралом від векторного потенціалу по сфері, що охоплює цю точку. В системі СГС  :
{\displaystyle {\vec {J}}({\vec {r}})=-{\frac {3ne^{2}}{4\pi \xi _{0}mc}}\int {\frac {{\vec {R}}\left({\vec {R}}\cdot {\vec {A}}({\vec {r}}')\right)}{R^{4}}}\exp \left(-{\frac {R}{\xi _{P}}}\right)\,d^{3}{\vec {r}}',}
де {\displaystyle {\vec {J}}({\vec {r}})} - густина струму, {\displaystyle {\vec {A}}} - векторний потенціал, {\displaystyle {\vec {R}}={\vec {r}}-{\vec {r}}'} - різниця радіус-векторів,  {\displaystyle {\frac {1}{\xi _{P}}}={\frac {1}{\xi _{0}}}+{\frac {1}{l}}},  {\displaystyle l} - довжина вільного пробігу електронів, {\displaystyle \xi _{0}} - довжина когерентності. Вираз для струму, аналогічний рівнянню Піппарда, може бути отриманий в теорії БКШ.